# Ivan Kuznecov (sciatore)
Ivan Andreevič Kuznecov (in russo Иван Андреевич Кузнецов?; Petropavlovsk-Kamčatskij, 8 giugno 1996) è uno sciatore alpino russo.

## Biografia
Originario di Petropavlovsk-Kamčatskij e attivo dal dicembre del 2011, Kuznecov ha esordito in Coppa Europa il 15 gennaio 2015 ad Altenmarkt-Zauchensee in discesa libera (63º), ai Campionati mondiali a Sankt Moritz 2017, dove si è classificato 34º nella discesa libera, 33º nella combinata, 9º nella gara a squadre, non ha completato il supergigante e non si è qualificato per la finale dello slalom gigante, e in Coppa del Mondo il 26 novembre dello stesso anno a Lake Louise in supergigante (57º). Ai XXIII Giochi olimpici invernali di Pyeongchang 2018, sua prima presenza olimpica, si è piazzato 9º nella gara a squadre e non ha portato a termine né lo slalom gigante né lo slalom speciale; l'anno dopo ai Mondiali di Åre 2019 è stato 31º nel supergigante, 28º nella combinata, 9º nella gara a squadre e non ha completato lo slalom gigante, mentre a quelli di Cortina d'Ampezzo 2021 si è classificato 13º nello slalom parallelo, 10º nella gara a squadre e non ha completato lo slalom gigante. Ai XXIV Giochi olimpici invernali di Pechino 2022 si è piazzato 11º nella gara a squadre e non ha completato lo slalom gigante e lo slalom speciale. È inattivo dalla fine della stagione 2021-2022 poiché in seguito all'invasione russa dell'Ucraina del 2022 gli atleti russi sono stati esclusi dalle competizioni riconosciute dalla Federazione internazionale sci e snowboard.

## Palmarès

### Coppa del Mondo
- Miglior piazzamento in classifica generale: 110º nel 2021

### Coppa Europa
- Miglior piazzamento in classifica generale: 75º nel 2021

### South American Cup
- Miglior piazzamento in classifica generale: 21º nel 2017
- 1 podio:
  - 1 secondo posto

### Far East Cup
- Miglior piazzamento in classifica generale: 3º nel 2020
- Vincitore della classifica di supergigante nel 2019
- Vincitore della classifica di slalom gigante nel 2020
- Vincitore della classifica di combinata nel 2019
- 10 podi:
  - 7 vittorie
  - 3 secondi posti

#### Far East Cup - vittorie
| Data             | Località         | Paese         | Specialità |
| ---------------- | ---------------- | ------------- | ---------- |
| 15 marzo 2016    | Bajkal'sk        | Russia        | SG         |
| 20 marzo 2019    | Južno-Sachalinsk | Russia        | SG         |
| 21 marzo 2019    | Južno-Sachalinsk | Russia        | KB         |
| 6 febbraio 2020  | Yongpyong        | Corea del Sud | GS         |
| 12 febbraio 2020 | Bears Town       | Corea del Sud | GS         |
| 19 marzo 2021    | Južno-Sachalinsk | Russia        | GS         |
| 26 marzo 2021    | Južno-Sachalinsk | Russia        | GS         |

Legenda:

SG = supergigante

GS = slalom gigante

KB = combinata

### Campionati russi
- 9 medaglie:
  - 6 ori (discesa libera nel 2016; supergigante nel 2018; supergigante nel 2019; supergigante nel 2021; supergigante, combinata nel 2022)
  - 1 argento (supergigante nel 2015)
  - 2 bronzi (discesa libera nel 2015; slalom gigante nel 2018)